# Plaszti járás

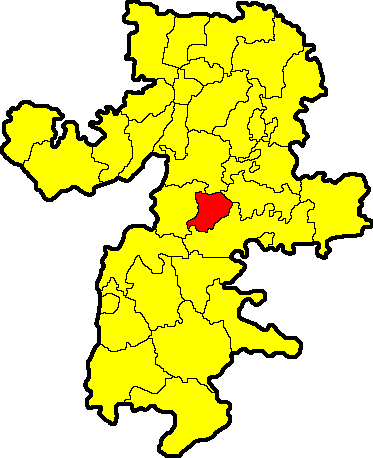
A Plaszti járás a Cseljabinszki területen

A Plaszti járás (oroszul Пластовский муниципальный район) Oroszország egyik járása a Cseljabinszki területen. Székhelye Plaszt.

## Népesség
- 2010-ben 26 000 lakosa volt, melyből 21 838 orosz, 1631 tatár, 534 kazah, 392 baskír, 361 ukrán, 128 fehérorosz, 109 német stb.